# Gare de Villeneuve-la-Guyard
Gare de Villeneuve-la-Guyard vasútállomás Franciaországban, Villeneuve-la-Guyard településen.

## Vasútvonalak
Az állomást az alábbi vasútvonalak érintik:
- Párizs–Marseille-vasútvonal

## Kapcsolódó állomások
A vasútállomáshoz az alábbi állomások vannak a legközelebb:
- Gare de Montereau
- Gare de Champigny-sur-Yonne